# Microterys iranicus
Microterys iranicus Japoshvili and Fallahzadeh, 2010 — вид мелких паразитических хальцидоидных наездников из семейства Encyrtidae (Encyrtinae).

## Распространение
Иран (Fars province, Mian-Jangle, Fasa, 22°12’N, 53°23’E, 1680 м).

## Описание
Длина тела около 2 мм. Голова самок жёлтая, с коричневой полосой в верхне-задней части позади оцеллий. Глаза фиолетовые. Скапус и 1-3 членики жгутика усика жёлтые, 4-6 членики белые, булава коричневая. Пронотум, мезоплеврон желтые. У самцов голова, мезоскутум и скутеллюм чёрные. Выведены из ложнощитовок Sphaerolecanium prunastri (Hemiptera: Coccidae), найденных на Prunus scoparia (род Слива) 2 июля 2007 года. Новый вид Microterys iranicus наиболее близок к виду Microterys darevskii Trjapitzin, 1968.